# Werner Mennicke
Werner Mennicke (* 21. Oktober 1933 in Halle) ist ein ehemaliger deutscher Politiker (SED).

## Leben
Werner Mennicke erlernte nach dem Besuch der Oberschule von 1951 bis 1954 den Beruf eines Elektromonteurs. Anschließend studierte er von 1954 bis 1957 an der Fachschule für Elektroenergie in Zittau und schloss dieses Studium als Kraftwerksingenieur ab. Nach dem Studium wurde der 24-jährige Mennicke im VEB Braunkohlenveredlung Espenhain eingesetzt. Dort arbeitete er zunächst bis 1962 als Schichtingenieur. Anschließend war er bis 1979 als Abteilungsleiter des Elektrobetriebs des dortigen Kraftwerks tätig. Danach wurde Mennicke als Leiter des Büros des Betriebsdirektors im VEB Braunkohleveredlung Espenhain eingesetzt. Diese Tätigkeit führte er mindestens bis 1989 aus. Als Betriebsdirektor-Stellvertreter und Abteilungsleiter war er bis in die späten 1980er Jahre hinein für die Organisation der elektrischen Anlagen im Braunkohlenkraftwerk zuständig.
Über sein Leben nach der Wende ist nichts bekannt.

## Politische Laufbahn
Mennicke wurde bereits 1949 Mitglied der FDJ. 1963 wurde er dann Mitglied der SED und gleichzeitig Nachfolgekandidat der Volkskammer. 1965 rückte Mennicke anstelle des verstorbenen Bruno Leuschner für den Wahlkreis 55 in die Volkskammer nach. Er gehörte damit von der 4. Wahlperiode bis zur 9. Wahlperiode dem Parlament an. In der SED-Fraktion übernahm Mennicke innerhalb der Volkskammer verschiedene Funktionen, unter anderem arbeitete er im Ausschusses für Haushalt und Finanzen mit, wo er von 1967 bis 1971 als Schriftführer fungierte. Er beschäftigte sich dort laut der Zeitung Neuer Weg mit Maßnahmen zur Erhöhung der Effektivität der Volkswirtschaft, der Durchsetzung von Gesetzen über örtliche Volksvertretungen hinweg und der Verbesserung der allgemeinen Arbeits- und Lebensbedingungen. Außerdem absolvierte er zwischen 1972 und 1974 ein Fernstudium an der Bezirksparteischule in Leipzig.